# Park Narodowy Atlantyckich Wysp Galicji
Park Narodowy Atlantyckich Wysp Galicji (hiszp. Parque Nacional de las Islas Atlánticas de Galicia) – park narodowy w Hiszpanii w okręgu Vigo w prowincji Galicja (Hiszpania), obejmujący archipelag Cíes oraz wyspy Ons, Sálvora i Cortegada. Utworzony w 2002 roku w wyniku przekształcenia parku natury w park narodowy.

## Flora
Gęste zarośla wawrzynu szlachetnego oraz ponad 200 gatunków alg morskich. Występuje tu również korale i ukwiały.

## Fauna
W parku występują m.in. mewy romańskie, kormorany czubate, alki i delfiny.